# Platypalpus nigellus
Platypalpus nigellus är en tvåvingeart som först beskrevs av Collin 1969.  Platypalpus nigellus ingår i släktet Platypalpus och familjen puckeldansflugor. Inga underarter finns listade i Catalogue of Life.